# Escalfament de marea
L'escalfament de marea es produeix a través dels processos de fricció de les marees: L'energia orbital i la rotacional es dissipen en forma de calor, ja sigui en la superfície de l'oceà o a l'interior d'un planeta o satèl·lit. Ío, una lluna joviana, és el cos amb major activitat volcànica del sistema solar, sense cràters d'impacte en la seva superfície, a causa de la força de marea que exerceix Júpiter sobre el satèl·lit. L'excentricitat de l'òrbita de Ío (una conseqüència de la seva participació en la ressonància de Laplace) provoca una variació en l'altura de l'escorça del satèl·lit en el transcurs de la seva òrbita (fins a 100 m), per l'escalfament de l'interior de la lluna joviana produït per la fricció de marea. Es creu que un procés similar però més feble ha fos les capes inferiors del gel que cobreix el mantell rocós del següent major satèl·lit de Júpiter, Europa. És possible que la lluna de Saturn Encèlad  també tingui un oceà d'aigua líquida sota la seva escorça de gel. Es creu que els guèisers de vapor d'aigua de Encèlad neixen de l'energia generada en la fricció de marea causada pel planeta.
La quantitat total d'escalfament de marea {\displaystyle q_{tid}}s'obté de l'expressió: {\displaystyle q_{tid}=63\rho n^{5}r^{4}e^{2}/38\mu Q}, on {\displaystyle r} és el radi del satèl·lit (o planeta), {\displaystyle n} és el moviment orbital mitjà, {\displaystyle e}és l'excentricitat de l'òrbita, {\displaystyle Q} es un factor de dissipació adimensional i, {\displaystyle \mu } és el mòdul de tall. L'escalfament de marea se sol expressar com un nombre adimensional C igual al quocient de l'escalfament de marea per l'escalfament intern total.